# Nicolás Rex Planes

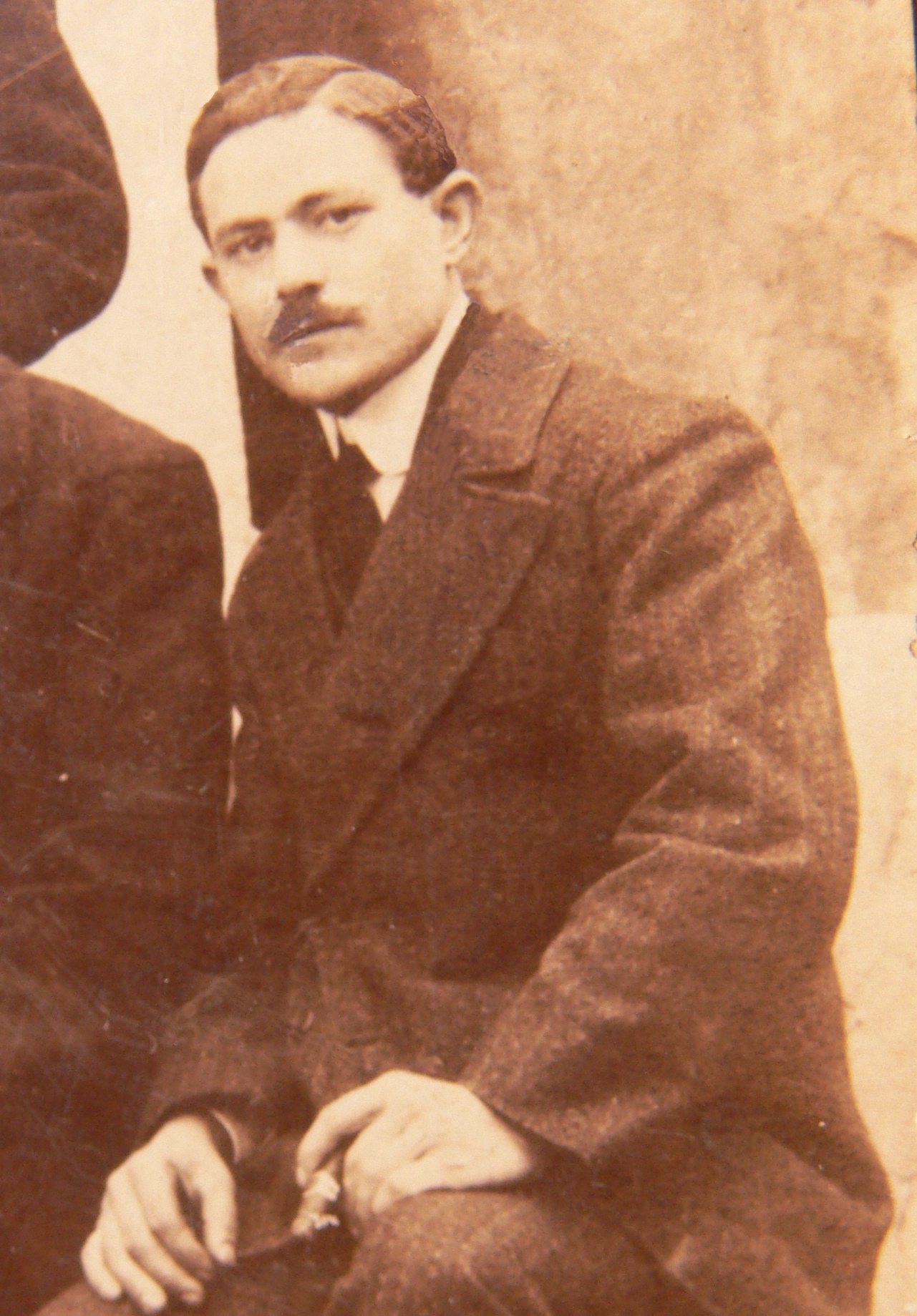
Nicolás Rex en 1914.

Nicolás Rex Planes (Espinardo, Murcia, 1892 - 1971) fue un escritor de la Región de Murcia, conocido por sus escritos costumbristas sobre las tradiciones huertanas y como cultivador del panocho.

## Infancia y juventud
Nació en Espinardo el 24 de abril de 1892 en el seno de una familia de clase media. Durante su juventud se trasladó a Madrid a cursar estudios de pintura, realizando como actividad didáctica diversas copias de obras maestras del Museo del Prado. Cuando regresó a Murcia dirigió un taller artístico situado en la calle del Aire. En 1916 funda un taller en la calle Riquelme con su primo José Planes en el que participaron artistas como Antonio Garrigós, Pedro Flores, Ramón Gaya, Luis Garay y Victorio Nicolás. Junto a la pintura desarrolló otras actividades artísticas como el teatro, la música y la fotografía.

## Su obra
Tras la Guerra Civil participó en los movimientos que revisaron el costumbrismo y comenzó a recopilar y publicar tradiciones de la Huerta de Murcia. Al volver a iniciarse el Bando de la Huerta colaboró con Luis Garay en la elaboración de los bocetos de las carrozas y fue redactor del Bando o manifiesto huertano escrito en panocho. A lo largo de muchos años estuvo realizando esta actividad y recogiendo testimonios de tradiciones populares. Una parte de lo recopilado ha sido publicado bajo el título Entre ciecas y cañares, aunque aún existe gran cantidad de escritos inéditos o publicados en forma de bandos con motivo de numerosas fiestas y celebraciones. 
Sus trabajos consisten en escritos irónicos y testimonios de huertanos ancianos relativos a las costumbres tradicionales que ya estaban desapareciendo. Utiliza una variedad del dialecto murciano o panocho propia de la zona de las pedanías de Murcia. Un tema central en sus escritos es el contraste entre los avances tecnológicos y los modos de vida huertanos tradicionales. Como reconocimiento de su dedicación a estos temas fue galardonado con la Panocha de Oro y la Pluma de Plata. Falleció en 1971.
Entre sus obras publicadas se encuentran:
- Entre ciecas y cañares, 1962.[2]
- La huerta que yo viví.
- Tradiciones populares y folklore del mes de diciembre en Espinardo y la huerta. Revista Murgetana nº 31, 1969
- Bandos de Ayer y de hoy, 2006.  V.A., (incluye siete composiciones o bandos de Nicolás Rex).
- Dinde mi barraca, 2016. (Ed. Círculo Rojo). Obra póstuma que recoge una selección de bandos y romances de acuerdo a sus referencias históricas.